# Prokurava, Cosău
Prokurava (în ucraineană Прокурава) este o comună în raionul Cosău, regiunea Ivano-Frankivsk, Ucraina, formată numai din satul de reședință.

## Demografie
Componența lingvistică a comunei Prokurava
     Ucraineană (99,83%)
     Alte limbi (0,16%)
Conform recensământului din 2001, majoritatea populației comunei Prokurava era vorbitoare de ucraineană (99,83%), existând în minoritate și vorbitori de alte limbi.